# Mohammed Zia-ul-Haq
Mohammed Zia-ul-Haq (Jalandhar (Brits-Indië), 12 augustus 1924 - Punjab (provincie), 17 augustus 1988) was een Pakistaanse generaal en politicus. Van 1977 tot 1988 heerste hij over Pakistan (vanaf 1978 als president).

## Levensloop
Zia-ul-Haq diende tijdens de Tweede Wereldoorlog in het Britse leger en vocht tegen Japan. Na de onafhankelijkheid van India en Pakistan werd hij majoor in het nieuw geformeerde Pakistaanse leger. Van 1962 tot 1964 volgde hij trainingen in de Verenigde Staten. Tijdens de Tweede Kasjmiroorlog in 1965 was hij tankcommandant. Van 1967 tot 1970 was Zia-ul-Haq gestationeerd in Jordanië en vocht in 1970 in Zwarte September tegen de PLO. In 1975 werd hij benoemd tot luitenant-generaal en een jaar later benoemde premier Zulfikar Ali Bhutto hem tot opperbevelhebber. 

### Staatsgreep
Bij de verkiezingen van 1977 behaalde de Pakistan Peoples Party (PPP), de partij van Bhutto, een grote verkiezingszege, maar de oppositie beschuldigde Bhutto van verkiezingsfraude en manipulatie van de uitslag. Zia-ul-Haq bracht samen met collega-militairen in juli 1977 Bhutto ten val door een militaire staatsgreep. Zia-ul-Haq beloofde binnen drie maanden verkiezingen uit te schrijven. Toen bleek dat Bhutto onverminderd populair bleef, stelde hij de verkiezingen uit. Op 4 april 1979 liet hij Bhutto ophangen. 

### Als president
Hoewel Zia-ul-Haq in vele opzichten brak met het beleid van zijn voorganger vroeg hij wel president Fazal Ilahi Chaudhry aan te blijven op zijn post. Nadat zijn termijn was afgelopen trad Chaudhry af, ondanks aandringen om zijn termijn te verlengen. Zia-ul-Haq volgde hem op als president.
President Zia-ul-Haq begon in 1978 met een programma van islamisering van de wetgeving en rechtspraak. Zo voerde hij in 1979 de Hudood-verordening in. Onder deze wetgeving konden vrouwen gestenigd worden als ze buitenechtelijke seks hadden, waarbij de getuigenis van twee mannen genoeg was en de getuigenis van vrouwen niet meetelde. Op drinken stond tachtig zweepslagen en diefstal werd bestraft met amputatie van de rechterhand.
Ook steunde hij de Afghaanse moedjahedien in hun strijd toen de Sovjet-Unie hun land binnenviel. Zia-ul-Haq was een fel anticommunist en leverde met medewerking van de Verenigde Staten wapens aan de Afghaanse rebellen.
In 1984 hield Zia-ul-Haq alsnog verkiezingen, maar deze werden door het grootste deel van de oppositiepartijen geboycot. De president hief de noodtoestand op, waardoor er weer een parlement kwam. Voordat dit werd bevestigd moesten zij wel akkoord gaan met verschillende grote wijzigingen die Zia-ul-Haq in de jaren daarvoor had doorgevoerd. De president besloot ook dat de premier door hemzelf aangewezen kon worden. Mohammed Khan Junejo werd benoemd als premier. Deze werd gezien als een zwak bestuurder en daardoor de ideale slippendrager voor Zia-ul-Haq. Een andere omstreden beslissing was vastleggen van het recht van de president om het parlement te ontbinden wanneer het hem uitkwam. 
Zia-ul-Haq maakte in mei 1988 ook gebruik van de mogelijkheid om het parlement te ontbinden. De president was in botsing gekomen met premier Junejo omdat deze tegen de wil van Zia-ul-Haq in het Akkoord van Genève had ondertekend. Dit was een akkoord tussen Pakistan en Afghanistan, onder andere over het respecteren van elkaars grenzen en soevereiniteit, en over de terugkeer van Afghaanse vluchtelingen naar hun land. De president zei binnen 90 dagen nieuwe verkiezingen te zullen uitschrijven, maar zat in een lastig parket omdat Benazir Bhutto, dochter van de vermoorde premier, was teruggekeerd naar Pakistan en een zekere populariteit had verkregen. 
Zia-ul-Haq kwam echter niet meer toe aan het uitschrijven van nieuwe verkiezingen, doordat hij op 17 augustus om het leven kwam bij een vliegtuigongeluk samen met 29 andere personen. De oorzaak van het vliegtuigongeluk bleef onduidelijk. Een aanslag werd niet uitgesloten. Naast Zia-ul-Haq zaten er ook andere generaals in het vliegtuig en tevens de Amerikaanse ambassadeur Arnold Raphel. Ondanks het feit dat er een Amerikaanse diplomaat omkwam, kwam er van Amerikaanse zijde geen uitgebreid onderzoek naar de oorzaak van het ongeluk.
Iskandar Mirza · Mohammed Ayub Khan · Yahya Khan · Zulfikar Ali Bhutto · Fazal Ilahi Chaudhry · Mohammed Zia-ul-Haq · Ghulam Ishaq Khan ·
Wasim Sajjad · Farooq Leghari · Wasim Sajjad · Mohammed Rafiq Tarar · Pervez Musharraf · Mohammed Mian Soomro · Asif Ali Zardari · Mamnoon Hussain · Arif Alvi ·
Asif Ali Zardari